# Myotis riparius
El murciélago ribereño (Myotis riparius) es una especie de quiróptero estrictamente insectívoro, que habita en los bosques y sabanas, en altitudes menores a 2.000 m, desde el oriente de Honduras hasta Uruguay.

## Descripción
El pelaje es ligeramente lanudo y corto; en el dorso es de color marrón obscuro a castaño anaranjado y en el vientre es castaño claro y amarillento; la base de los pelos es más oscura que los extremos. La piel de la cara es de color castaño rosáceo. Las orejas son de color castaño oscuro, estrechas y puntudas. Las membranas son negruzcas. La longitud del cuerpo con la cabeza alcanza entre 4 y 5,4 cm, la de la cola de 3,1 a 4,3 cm, la del pie de 0,7 a 0,9 cm, la de la oreja de 1,1 a 1,4 cm y la longitud del antebrazo de 3,2 a 3,8 cm. Pesa entre 4 y 7 g.

## Importancia sanitaria
Esta especie es considerada como vector biológico de la rabia.